# Соколовський Володимир
Володи́мир Соколо́вський (нар. 1916) — вчений ветеринар.
Народився у Німбурку поблизу Праги (Чехо-Словаччина); вчився у високих школах Львова, Берліна й Відня; на еміграції в Німеччині і (з 1951) у США.
Соколовський — хірург для малих тварин, автор близько 30 наукових праць, серед ін.: «Vademecum für Tierärzte» (1949), «Н. Schebitz und H. Wilkens: Atlas der Röntgenanatomie vom Hund und Pferd» (1967), «Canine Surgery. Second Archibald Edition» (1974), «M. Joseph Bojrab. Current Techniques in Small Animal Surgery» (1975). Вперше описав абож відкрив: «Zur Anatomie der Nebennieren beim Schwein» (1944), «Cricopharyngeal Achalasia in the Dog» (1967), «Achalasia and Paralysis of the Canine esophagus» (1972), «Congenital Postcaval Hiatal Hernia in a Dog» (1976). Соколовський — секретар Світової асоціації фахівців від малих тварин і член екзекутиви Світового об'єднання ветеринарних лікарів та дійсний член НТШ (з 1953), лауреат нагороди Йосифа Баєра Високої ветеринарної школи у Відні (1968); співрацював з фаховими журналами.